# Togliatti Challenger 2003
Il Togliatti Challenger 2003 è stato un torneo di tennis facente parte della categoria ATP Challenger Series nell'ambito dell'ATP Challenger Series 2003. Il torneo si è giocato a Togliatti in Russia dal 14 al 20 luglio 2003 su campi in cemento.

## Vincitori

### Singolare
Dudi Sela ha battuto in finale  Juan Pablo Brzezicki con il punteggio di 6–2, 6–4

### Doppio
Jun Kato /  Alexander Peya hanno battuto in finale  Rodolphe Cadart /  Benjamin Cassaigne con il punteggio di 7–6(7), 6–4